# العلاقات الألمانية اليابانية

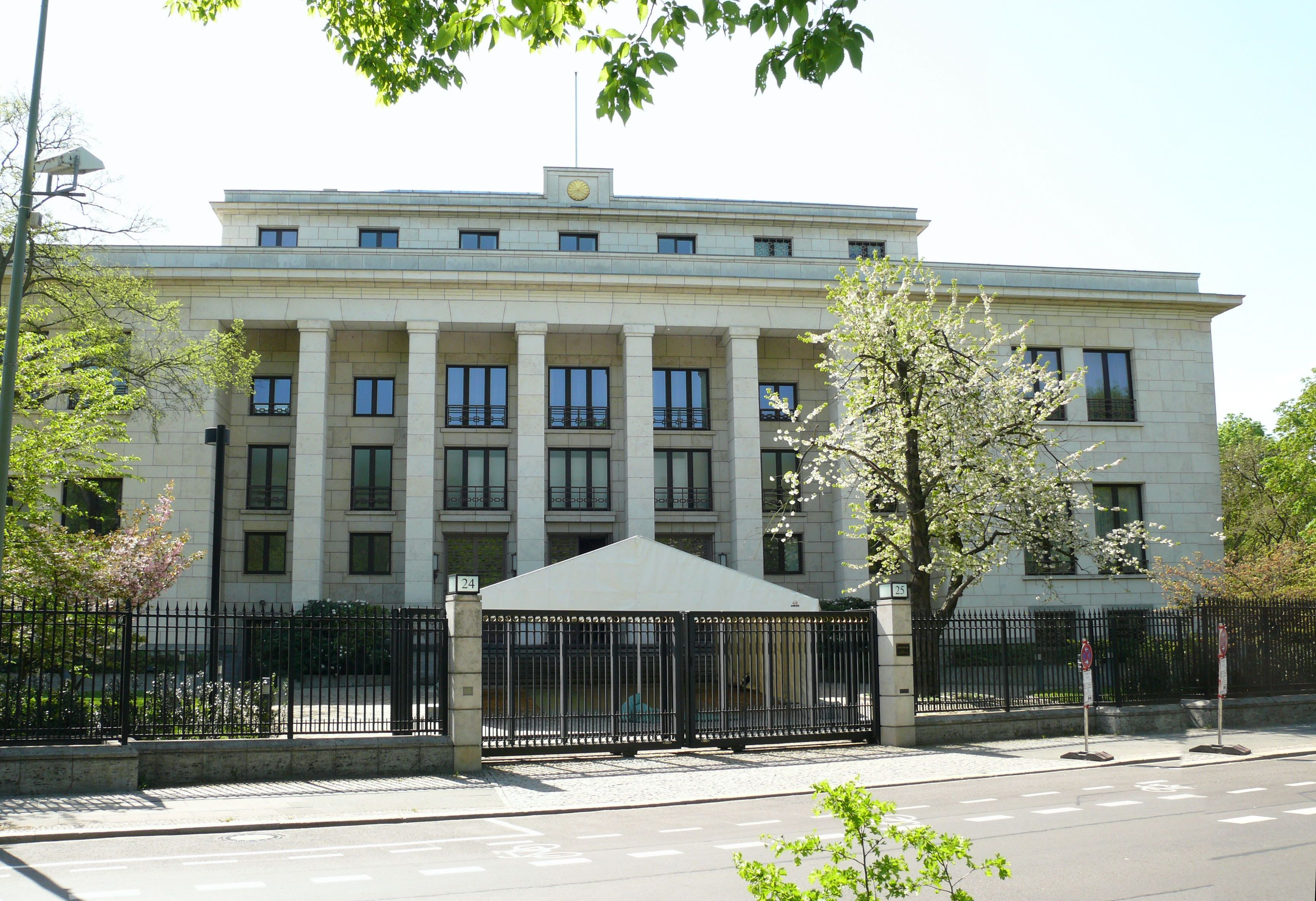
سفارة اليابان في برلين

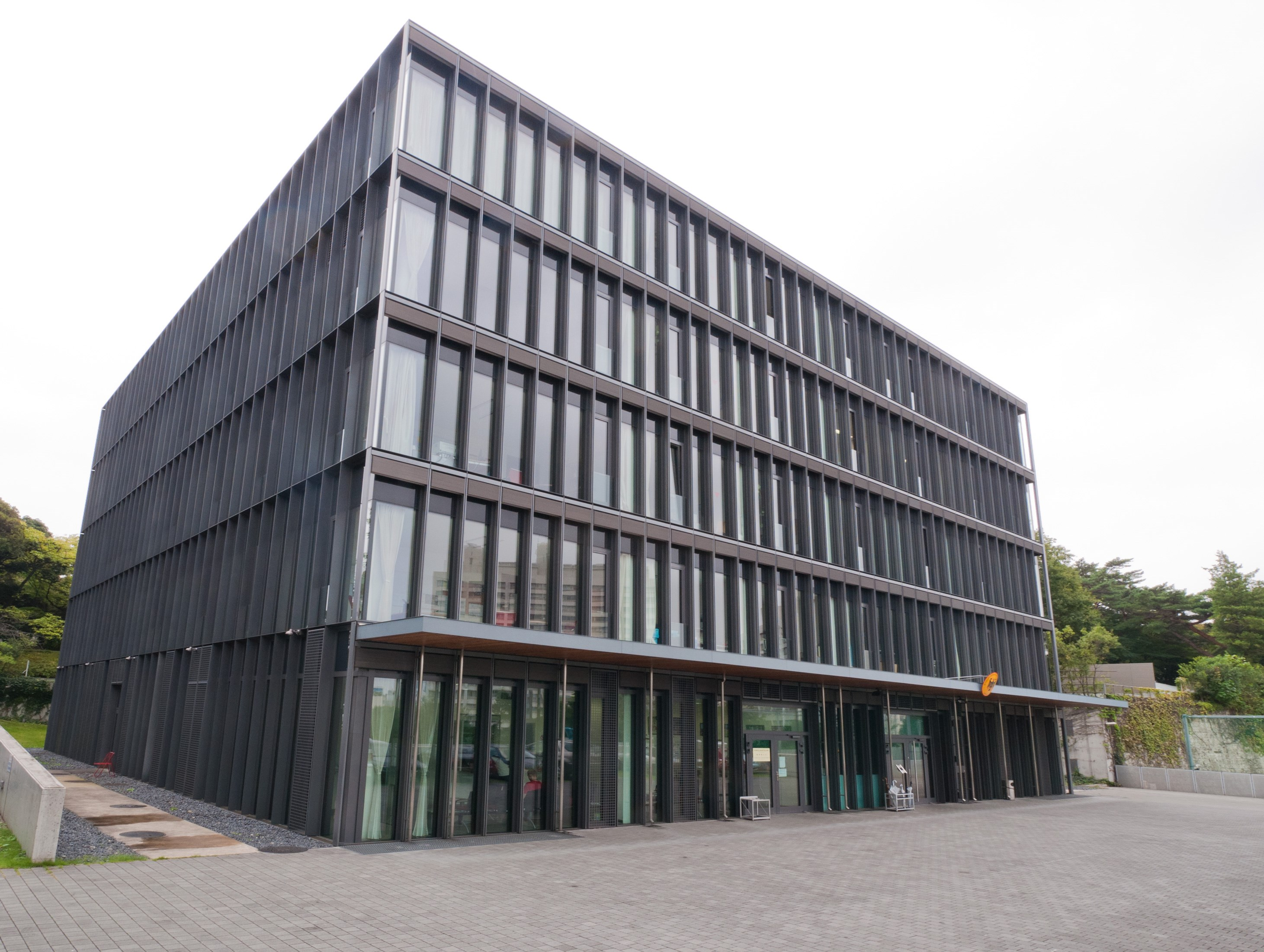
سفارة ألمانيا في طوكيو

توطدت العلاقات الألمانية اليابانية (باليابانية: 日独関係، بالروماجي: Nichidokukankei) (بالألمانية: Deutsch-japanische Beziehungen) بشكل رسمي في عام 1861 مع أول زيارة للسفير لليابان من بروسيا (التي سبقت تأسيس الإمبراطورية الألمانية بين عامي 1866 و1870). تطورت اليابان بسرعة بعد استعراش مييجي في عام 1867، وغالبًا باستخدام النماذج الألمانية من خلال التبادل الفكري والثقافي المكثف. انضمت اليابان إلى بريطانيا بعد عام 1900، وكانت ألمانيا واليابان عدوين في الحرب العالمية الأولى. أعلنت اليابان الحرب على الإمبراطورية الألمانية في عام 1914، واستولت على ممتلكات ألمانية رئيسية في الصين والمحيط الهادئ.
تبنى البلدان مواقف عسكرية عدوانية تجاه مناطقهما في ثلاثينيات القرن العشرين. أدى هذا في نهاية المطاف إلى تقارب وتحالف سياسي وعسكري شمل إيطاليا: «دول المحور». كان التحالف محدودًا بالمسافات الشاسعة بين دول المحور بالنسبة للجزء الأكبر خلال الحرب العالمية الثانية، وخاضت اليابان وألمانيا حروبًا منفصلة، واستسلما في النهاية بشكل منفصل.
شهدت اقتصادات الدولتين انتعاشات سريعة بعد الحرب العالمية الثانية، وسرعان ما أُعيد تأسيس العلاقات الثنائية التي ركزت حينها على القضايا الاقتصادية. تعد اليابان وألمانيا على التوالي اليوم ثالث ورابع أكبر اقتصادات في العالم، وتستفيدان استفادة ملحوظة من أنواع عديدة من التعاون السياسي والثقافي والعلمي والاقتصادي.
تملك الأغلبية الساحقة الألمانية وجهة نظر إيجابية تجاه الألمان، وذلك وفقًا لاستطلاع مؤسسة بيرتلسمان في أواخر عام 2012، ويعتبرون تلك الدولة أقل من أن تكون منافسة وأكثر كشريك. يملك اليابانيون وجهات نظر إيجابية أيضًا تجاه ألمانيا، إذ ينظر 97% منهم إلى ألمانيا بشكل إيجابي و3% فقط بشكل سلبي.

## التاريخ

### تطوير اليابان والتبادل الدراسي (1871-1885)
جاء العديد من الألمان للعمل في اليابان كمستشارين للحكومة الجديدة، وأُطلق عليهم اسم «أجانب موظفون» مع بداية فترة مييجي (1868–1912)، وساهموا في تطوير اليابان وخاصة في مجالات الطب (ليوبولد مولر 1824–1894، يوليوس سكريبتا 1848-1905، إرفين بيلز 1849–1913)، والقانون (كارل فريدريك هيرمان روسلر 1834–1894، وألبرت موسه 1846–1925) والشؤون العسكرية (كيه. دبليو. يعقوب ميكل 1842-1906).
دُعي ميكل من قبل الحكومة اليابانية في عام 1885 كمستشار لهيئة الأركان العامة اليابانية ومعلمًا في كلية الحرب العسكرية. أمضى ثلاث سنوات في اليابان، وعمل مع أشخاص ذوي نفوذ من ضمنهم كاتسورا تارو وكواكامي سوروكو، فساهم ذلك بشكل حاسم في تطوير الجيش الإمبراطوري الياباني. ترك ميكل وراءه مجموعة مخلصة من المعجبين اليابانيين، والذين بنوا بعد وفاته تمثالًا برونزيًا له أمام كليته العسكرية السابقة في طوكيو. وجه الجيش الإمبراطوري الياباني تنظيمه بشكل مكثف على طول الخطوط البروسية الألمانية، وذلك أثناء بناء قوة قتالية حديثة خلال ثمانينيات القرن التاسع عشر.
صدر دستور إمبراطورية اليابان في عام 1889، وتأثر بشكل كبير بالعالمين القانونيين الألمانيين رودولف فون غنايست ولورنز فون شتاين، اللذين زارتهما أوليغاركية مييجي ورئيس وزراء اليابان الذي عُيِّن لاحقًا إيتو هيروبومي (1841-1909) في برلين وفيينا في عام 1882. التقى ألبرت موسه أيضًا بهيروبومي ومجموعته من المسؤولين الحكوميين والعلماء بناء على طلب من الحكومة الألمانية؛ وألقى سلسلة من المحاضرات حول القانون الدستوري، فساعد ذلك على إقناع هيروبومي بأن الدستور الملكي البروسي الطراز هو الأنسب لليابان. دُعي موسه إلى اليابان في عام 1886 بموجب عقد مدته ثلاث سنوات بمثابة «أجنبي موظف» للحكومة اليابانية؛ وذلك لمساعدة هيروبومي وإنوي كواسي في صياغة دستور مييجي. عمل فيما بعد على مسودات قانونية مهمة أخرى، واتفاقيات دولية، وعقود، وعمل مستشارًا لمجلس الوزراء في وزارة الداخلية، وساعد رئيس الوزراء أريتومو ياماغاتا في وضع مسودات القوانين والأنظمة للحكم المحلي. ذهب العشرات من الطلاب والضباط العسكريين اليابانيين إلى ألمانيا في أواخر القرن التاسع عشر لدراسة النظام العسكري الألماني؛ وتلقي التدريب العسكري في المرافق التعليمية للجيش الألماني وداخل صفوف الألمان، وكان معظمهم من الجيش البروسي. تلقى الكاتب الذي اشتهر لاحقًا أوغاي موري، والذي كان في الأصل طبيبًا في الجيش، دروسًا في اللغة الألمانية بين عامي 1872 و 1874، والتي كانت اللغة الأساسية للتعليم الطبي في ذلك الوقت. زار أوغاي ألمانيا منذ عام 1884 حتى 1888، وطور اهتمامًا بالأدب الأوروبي الذي أنتج الترجمات الأولى لأعمال غوته، وشيلر، وغرهارت هاوبتمان.

### تهدئة العلاقات والحرب العالمية الأولى (1885–1920)
تراجعت العلاقات اليابانية الألمانية بسبب تطلعات ألمانيا الإمبريالية، وأوروبا بشكل عام، في شرق آسيا في نهاية القرن التاسع عشر. وُقِّع على معاهدة شيمونوسيكي بعد انتهاء الحرب اليابانية الصينية الأولى في أبريل عام 1895، والتي تضمنت العديد من الجلسات الإقليمية بين الصين واليابان، وأهمها في تايوان والجزء الشرقي من خليج شبه جزيرة لياودونغ بما في ذلك بورت آرثر. شعرت روسيا وفرنسا وألمانيا بالقلق من مجال النفوذ الياباني الآخذ في الاتساع، وأرادت الاستفادة من وضع الصين السيئ من خلال توسيع ممتلكاتها الاستعمارية بدلاً من ذلك. بلغت الخلافات ذروتها بما يسمى «التدخل الثلاثي» في 23 أبريل عام 1895؛ وذلك عندما حثت الدول الثلاث «اليابان» على الامتناع عن الاستحواذ على ممتلكاتها الممنوحة في شبه جزيرة لياودونغ.
واجهت العلاقات الألمانية اليابانية ضغطًا آخر تجسد بالحرب اليابانية الروسية في عام 1904-0519، والتي دعمت خلالها ألمانيا روسيا بقوة. دفع هذا الظرف وزارة الخارجية اليابانية إلى إعلان إغراق أي سفينة توصل الفحم إلى السفن الروسية داخل منطقة الحرب. أصرت ألمانيا بعد الحرب اليابانية الروسية على المعاملة بالمثل في تبادل الضباط والطلاب العسكريين، وأُرسِل في السنوات التالية العديد من الضباط العسكريين الألمان إلى اليابان لدراسة الجيش الياباني، والذي أصبح بعد انتصاره على الجيش القيصري منظمة واعدة للدراسة. زادت قوة اليابان ونفوذها المتناميين أيضًا من عدم ثقة الجانب الألماني.
أظهرت بداية الحرب العالمية الأولى في أوروبا بشكل نهائي مدى تدهور العلاقات الألمانية اليابانية. تلقت الحكومة اليابانية طلبًا رسميًا من الحكومة البريطانية للمساعدة في تدمير الغزاة الألمان في البحرية الإمبراطورية في المياه الصينية وما حولها؛ وذلك في 7 أغسطس عام 1914 بعد ثلاثة أيام فقط من إعلان بريطانيا الحرب على الإمبراطورية الألمانية.
أرسلت اليابان، التي حرصت على الحد من وجود القوى الاستعمارية الأوروبية في جنوب شرق آسيا وخاصة على ساحل الصين، إنذارًا إلى ألمانيا في 14 أغسطس عام 1914، والذي تُرِك دون استجابة. أعلنت اليابان رسميًا الحرب على الإمبراطورية الألمانية في 23 أغسطس عام 1914، ودخلت بذلك الحرب العالمية الأولى كحليف لبريطانيا وفرنسا والإمبراطورية الروسية للاستيلاء على جزر كارولين ومارشال وماريانا التي تسيطر عليها ألمانيا في المحيط الهادئ. كانت اليابان من الدول الموقعة على معاهدة فرساي، والتي نصت على تداعيات قاسية على ألمانيا. حصلت اليابان في المحيط الهادئ على جزر ألمانيا التي تقع في شمال خط الاستواء (جزر مارشال، وأرخبيل كارولين، والماريانا، وجزر بالاو) وكياوتشو في تسينغتاو في الصين. نقلت المادة 156 من المعاهدة الامتيازات الألمانية في شاندونغ إلى اليابان بدلاً من إعادة السلطة السيادية إلى جمهورية الصين، وهي قضية كانت ستُعرف قريبًا باسم مشكلة شاندونغ. أدى الغضب الصيني على هذا البند إلى نشوب المظاهرات، وأثرت حركة ثقافية عُرِفت باسم حركة الرابع من مايو على الصين لعدم التوقيع على المعاهدة. أعلنت الصين نهاية حربها ضد ألمانيا في سبتمبر عام 1919، ووقعت على معاهدة منفصلة مع ألمانيا في عام 1921. ساهمت هذه الحقيقة بشكل كبير في اعتماد ألمانيا على الصين، وليس اليابان، كشريك استراتيجي لها في شرق آسيا للسنوات القادمة.

## مقارنة بين البلدين
هذه مقارنة عامة ومرجعية للدولتين:
| وجه المقارنة                                              | ألمانيا                                                                              | اليابان         |
| --------------------------------------------------------- | ------------------------------------------------------------------------------------ | --------------- |
| المساحة (كم2)                                             | 357.41 ألف                                                                           | 377.97 ألف      |
| عدد السكان (نسمة)                                         | 81.29 مليون                                                                          | 126.79 مليون    |
| الكثافة السكانية (ن./كم²)                                 | 227.44                                                                               | 335.45          |
| العاصمة                                                   | بون، برلين                                                                           | طوكيو           |
| اللغة الرسمية                                             | اللغة الألمانية                                                                      | اللغة اليابانية |
| العملة                                                    | يورو، مارك ألماني                                                                    | ين ياباني       |
| الناتج المحلي الإجمالي (بليون دولار)                      | 3.68 تريليون                                                                         | 4.87 تريليون    |
| الناتج المحلي الإجمالي (تعادل القوة الشرائية) بليون دولار | 3.92 تريليون                                                                         | 5.18 تريليون    |
| الناتج المحلي الإجمالي الاسمي للفرد دولار أمريكي          | 41.31 ألف                                                                            | 34.52 ألف       |
| الناتج المحلي الإجمالي للفرد دولار أمريكي                 | 46.40 ألف                                                                            | 36.62 ألف       |
| مؤشر التنمية البشرية                                      | 0.926                                                                                | 0.903           |
| رمز المكالمات الدولي                                      | +49                                                                                  | +81             |
| رمز الإنترنت                                              | .de                                                                                  | .jp             |
| المنطقة الزمنية                                           | توقيت وسط أوروبا، ت ع م+01:00، ت ع م+02:00، توقيت أوروبا الوسطى المعياري (ت غ م +1) ‏ | توقيت اليابان   |

## مدن متوأمة
في ما يلي قائمة باتفاقيات التوأمة بين مدن ألمانية ويابانية:
- ترتبط شتوتغارت مع أوغاكي باتفاقية توأمة منذ 1992.[22][23][24][25]
- ترتبط مسكيرش مع كاهوكو باتفاقية توأمة.
- ترتبط فرايبورغ مع ماتسوياما باتفاقية توأمة منذ 1967.
- ترتبط ميربوش مع شيجوناواتي باتفاقية توأمة منذ 1968.
- ترتبط هاناو مع توتوري باتفاقية توأمة.
- ترتبط باد زودن آن در تاونوس مع يورو باتفاقية توأمة.
- ترتبط بريمن مع يوكوهاما باتفاقية توأمة منذ 1976.[26][26][26]
- ترتبط كايسرسلاوترن مع بونكيو باتفاقية توأمة منذ 1967.
- ترتبط فريدريكسهافن مع تسوتشي-أورا باتفاقية توأمة.
- ترتبط هامبورغ مع أوساكا باتفاقية توأمة منذ 1958.
- ترتبط هايدلبرغ مع كوماموتو باتفاقية توأمة منذ 1965.
- ترتبط زانكت غوارسهاوزن مع إنوياما باتفاقية توأمة.
- ترتبط فينزن مع فوكوي باتفاقية توأمة منذ 29 أكتوبر 1999.
- ترتبط نويروبين مع نيزا باتفاقية توأمة.
- ترتبط فارن مع روكاشو [الإنجليزية]‏ باتفاقية توأمة.
- ترتبط لوبيك مع كاواساكي باتفاقية توأمة منذ 1969.[27][28]
- ترتبط دوناوشينغن مع كامينوياما باتفاقية توأمة.
- ترتبط سكسونيا السفلى مع توكوشيما باتفاقية توأمة منذ 13 سبتمبر 2007.
- ترتبط مايسن مع أريتا [الإنجليزية]‏ باتفاقية توأمة.
- ترتبط بيتيغهايم-بيسينغن مع كوساتسو [الإنجليزية]‏ باتفاقية توأمة.
- ترتبط باساو مع أكيتا باتفاقية توأمة منذ 8 أبريل 1984.
- ترتبط فولفسبورغ مع تويوهاشي باتفاقية توأمة منذ 1975.
- ترتبط فولفراتسهاوزن مع إروما باتفاقية توأمة.
- ترتبط شتاتبرغن مع فوكوشيما باتفاقية توأمة.
- ترتبط باد زكينغين مع ناغاي باتفاقية توأمة.
- ترتبط بيورشتات مع مينانو [الإنجليزية]‏ باتفاقية توأمة.
- ترتبط باد مرغنتهايم مع فويفوكي باتفاقية توأمة.
- ترتبط ترير مع ناغاوكا باتفاقية توأمة منذ 8 سبتمبر 1971.
- ترتبط بوبارد مع أومه باتفاقية توأمة منذ 25 مايو 1986.[29][30][31][32]
- ترتبط فورتسبورغ مع أوتسو باتفاقية توأمة منذ 1999.[33][33][34][34]
- ترتبط فرانكفورت مع يوكوهاما باتفاقية توأمة منذ 3 أكتوبر 1990.[35][35][35][35]
- ترتبط تسايتز مع توسو باتفاقية توأمة منذ 2010.
- ترتبط ميونخ مع سابورو باتفاقية توأمة منذ 28 أغسطس 1972.[36][37][38][39]
- ترتبط أوفنباخ أم ماين مع كاواغويه باتفاقية توأمة منذ 1978.
- ترتبط لونبورغ مع ناروتو باتفاقية توأمة.
- ترتبط هاربورغ (قضاء) مع فوكوي باتفاقية توأمة منذ 29 أكتوبر 1999.
- ترتبط برلين مع طوكيو باتفاقية توأمة منذ 5 أبريل 1994.[40][40][40][41]
- ترتبط هانوفر مع هيروشيما باتفاقية توأمة منذ 1983.[42][42][43][43]
- ترتبط شلسفيغ هولشتاين مع هيوغو باتفاقية توأمة منذ 2002.[44][44][44][44]
- ترتبط نويشتات أن در آيش مع هينو باتفاقية توأمة.
- ترتبط آوغسبورغ مع Nagahama, Ehime [الإنجليزية]‏ باتفاقية توأمة منذ 1967.
- ترتبط ميته مع هيغاشي-أوساكا باتفاقية توأمة منذ 1983.
- ترتبط بامبرغ مع ناغاوكا باتفاقية توأمة منذ 1973.
- ترتبط Leinefelde  [لغات أخرى]‏ مع كانيغاساكي [الإنجليزية]‏ باتفاقية توأمة.
- ترتبط بادن-فورتمبيرغ مع كاناغاوا باتفاقية توأمة منذ 24 نوفمبر 1989.
- ترتبط روزنهايم مع ايشيكاوا [الإنجليزية]‏ باتفاقية توأمة منذ 1974.
- ترتبط كولونيا مع كيوتو باتفاقية توأمة منذ 29 مايو 1963.
- ترتبط براندنبورغ مع سايتاما باتفاقية توأمة منذ 1 أغسطس 1999.

## منظمات دولية مشتركة
يشترك البلدان في عضوية مجموعة من المنظمات الدولية، منها:
| علم المنظمة | اسم المنظمة                               | تاريخ انضمام ألمانيا | تاريخ انضمام اليابان |
| ----------- | ----------------------------------------- | -------------------- | -------------------- |
|             | مؤسسة التمويل الدولية                     | 20 يوليو 1956        | 20 يوليو 1956        |
|             | يونسكو                                    | 11 يوليو 1951        | 2 يوليو 1951         |
|             | مجموعة أستراليا                           | 1985                 | 1985                 |
|             | مجموعة الموردين النوويين                  | ?                    | ?                    |
|             | الوكالة الدولية للطاقة                    | ?                    | ?                    |
|             | مؤسسة التنمية الدولية                     | 24 سبتمبر 1960       | 27 ديسمبر 1960       |
|             | منظمة التعاون الاقتصادي والتنمية          | 27 سبتمبر 1961       | ?                    |
|             | المركز الدولي لتسوية المنازعات الاستشارية | 18 مايو 1969         | 16 سبتمبر 1967       |
|             | وكالة ضمان الاستثمار متعدد الأطراف        | 12 أبريل 1988        | 12 أبريل 1988        |
|             | مجموعة الثماني                            | 18 مايو 1998         | ?                    |
|             | منظمة حظر الأسلحة الكيميائية              | 29 أبريل 1997        | ?                    |
|             | البنك الإفريقي للتنمية                    | ?                    | ?                    |
|             | الاتحاد الدولي للاتصالات                  | 1866                 | 29 يناير 1879        |
|             | الأمم المتحدة                             | 18 سبتمبر 1973       | 18 ديسمبر 1956       |
|             | منظمة الشرطة الجنائية الدولية             | ?                    | ?                    |
|             | مجموعة العشرين                            | 26 سبتمبر 1999       | ?                    |
|             | البنك الدولي للإنشاء والتعمير             | 14 أغسطس 1952        | 13 أغسطس 1952        |
|             | الفريق المعني برصد الأرض                  | ?                    | ?                    |
|             | الاتحاد البريدي العالمي                   | 1 يوليو 1875         | ?                    |
|             | منظمة التجارة العالمية                    | ?                    | ?                    |
|             | المنظمة الهيدروغرافية الدولية             | ?                    | ?                    |
|             | بنك التنمية الآسيوي                       | 1966                 | 1966                 |
|             | نظام تحكم تكنولوجيا القذائف               | 1987                 | 1987                 |

## أعلام
هذه قائمة لبعض الشخصيات التي تربطها علاقات بالبلدين:
- آية سوجيموتو (19 يوليو 1968[73] – )
- أليس سارا أوت (عازفة بيانو ألمانية، 1988 – )
- أياكو فوتجيتاني (7 ديسمبر 1979 – )
- تتسيا كاكيهارا (24 ديسمبر 1982 – )
- جونوسكي شنايدر (لاعب كرة قدم ياباني، 22 مايو 1977 – )
- دانيال شميت (لاعب كرة قدم ياباني، 3 فبراير 1992[74] – )
- رينا تيرندل (23 يناير 1992 – )
- سوبارو كيمورا (29 يونيو 1990 – )
- غوتوكو ساكاي (لاعب كرة قدم ياباني، 14 مارس 1991[75] – )
- منى أسوكا أوت (عازفة بيانو ألمانية، 1991[76] – )
- نوريوشي ساكاي (لاعب كرة قدم ياباني، 9 نوفمبر 1992[77] – )

## وصلات خارجية
- موقع وزارة الخارجية الألمانية
- موقع وزارة الخارجية اليابانية